# Torneo Interbritannico 1981
Il Torneo Interbritannico 1981 fu l'ottantacinquesima edizione del torneo di calcio conteso tra le Home Nations dell'arcipelago britannico. Questa edizione fu l'unica a non essere completata a causa dei disordini provocati dal conflitto nordirlandese.

## Risultati
| Arbitro: | Oliver Donnelly |

|                |           |  |
| 19’, 23’ Walsh | Marcatori |  |

| Arbitro: | Pat Partridge |

|                          |           |  |
| 5’ Stewart 49’ Archibald | Marcatori |  |

| Londra 20 maggio 1981, ore 19:45 BST | Inghilterra    | 0 – 0 | Galles | Wembley (34 280 spett.)\| Arbitro: \| Brian McGinlay \| |
| Arbitro:                             | Brian McGinlay |       |        |                                                         |

| Arbitro: | Robert Wurtz |

|  |           |                      |
|  | Marcatori | Robertson 65’ (rig.) |

## Classifica
| Pos | Squadra          | Pti | G | V | N | P | GF | GS |
| --- | ---------------- | --- | - | - | - | - | -- | -- |
|     | Scozia           | 4   | 3 | 2 | 0 | 1 | 3  | 2  |
|     | Galles           | 3   | 2 | 1 | 1 | 0 | 2  | 0  |
|     | Inghilterra      | 1   | 2 | 0 | 1 | 1 | 0  | 1  |
|     | Irlanda del Nord | 0   | 1 | 0 | 0 | 1 | 0  | 2  |